# 뉴욕시 랜드마크 보존 위원회

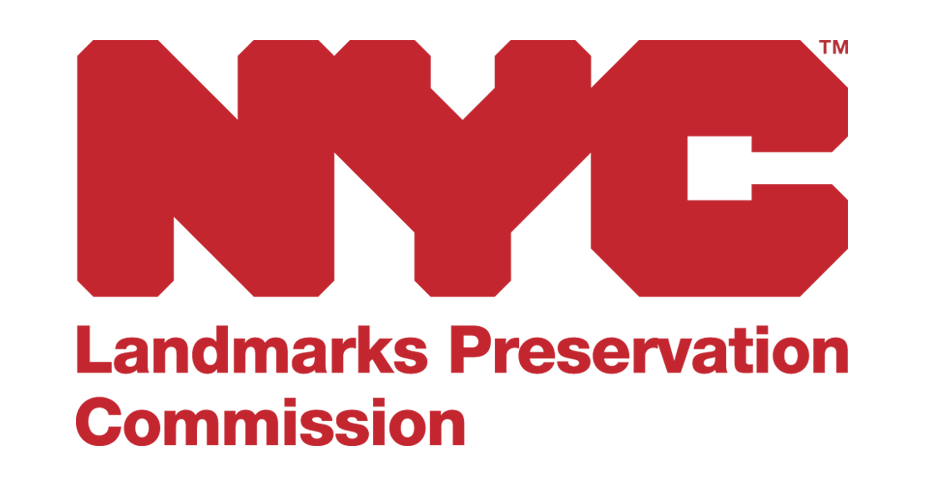

뉴욕시 랜드마크 보존 위원회(New York City Landmarks Preservation Commission, LPC)는 뉴욕시의 랜드마크 보존법을 관리하는 뉴욕시 기관이다. LPC는 뉴욕시의 건축학적, 역사적, 문화적으로 중요한 건물과 장소에 랜드마크 또는 역사 지구 지위를 부여하고 지정 후 규제함으로써 보호할 책임이 있다. 전국 최대 규모의 지자체 보존기관이다. 2020년 7월 1일 현재 LPC는 5개 자치구 모두에서 37,800개 이상의 랜드마크 자산을 지정했다. 이들 중 대부분은 역사 지구에 집중되어 있지만, 수천 개가 넘는 개별 랜드마크와 수많은 내부 및 경치 좋은 랜드마크가 있다.
로버트 F. 와그너 주니어(Robert F. Wagner Jr.) 시장은 1961년 처음으로 보존위원회를 조직했고, 이듬해 LPC를 창설했다. 펜실베이니아역이 파괴된 지 1년 반 만인 1965년 4월 랜드마크법이 통과된 이후 LPC의 힘은 크게 강화됐다. LPC는 그랜드 센트럴 터미널(Grand Central Terminal)을 포함하여 여러 주요 보존 결정에 참여했다. 1990년까지 LPC는 데이비드 딩킨스에 의해 뉴욕시의 지방자치적 정체성을 보존하고 여러 지역에 대한 시장 인식을 향상시킨 것으로 인용되었다.
LPC는 11명의 위원으로 구성된다. 랜드마크 보존법(Landmarks Preservation Law)은 LPC가 랜드마크로 선언하려면 건물이 최소 30년이 되어야 한다고 규정하고 있다.